# Sant Llorenç Korfbal Club
El Sant Llorenç Korfbal Club (SLKC) és un club de corfbol català, està establert al barri de Sant Llorenç de Terrassa, fundat l'any 1992. És un dels clubs que compta amb un palmarès més important en haver guanyat cinc lligues i quatre copes. Internacionalment, ha participat diverses vegades a la Copa d'Europa (organitzant-ne l'edició de l'any 2001) i a l'Europa Shield.

## Palmarès
- 5 Lliga Catalana de corfbol: 1994-95, 1995-96, 1996-97, 1999-00, 2000-01
- 4 Copa Catalunya de corfbol: 2004-05, 2005-06, 2007-08, 2008-09